# Liste der Biografien/Hamd
Liste der Biografien |
Portal Biografien |
Personensuche
# |
A |
B |
C |
D |
E |
F |
G |
H |
I |
J |
K |
L |
M |
N |
O |
P |
Q |
R |
S |
T |
U |
V |
W |
X |
Y |
Z |
?
 
Ha |
Hd |
He |
Hi |
Hj |
Hk |
Hl |
Hm |
Hn |
Ho |
Hr |
Hs |
Ht |
Hu |
Hv |
Hw |
Hy
 
Haa |
Hab |
Hac |
Had |
Hae–Haf |
Hag |
Hah |
Hai |
Haj |
Hak |
Hal |
Ham |
Han |
Hao |
Hap |
Haq |
Har |
Has |
Hat |
Hau |
Hav |
Haw |
Hax |
Hay |
Haz
 
Hama |
Hamb |
Hamd |
Hame |
Hamf |
Hamh |
Hami |
Hamk |
Haml |
Hamm |
Hamn |
Hamo |
Hamp |
Hamr |
Hams |
Hamu |
Hamv |
Hamw |
Hamy |
Hamz
Die Liste der Biografien führt alle Personen auf, die in der deutschsprachigen Wikipedia einen Artikel haben. Dieses ist eine Teilliste mit 36 Einträgen von Personen, deren Namen mit den Buchstaben „Hamd“ beginnt.

## Hamd

### Hamda
- Hamda bint Hassan al-Sulaiti, katarische Politikerin
- Hamdallah, Abderrazak (* 1990), marokkanischer Fußballspieler
- Hamdallah, Rami (* 1958), palästinensischer Politiker, Linguist und Hochschullehrer
- Hamdamov, Dostonbek (* 1996), usbekischer Fußballspieler
- Hamdan abu Anja († 1889), mahdistischer General im Range eines Ober-Emirs (Amīr al-Umarā)
- Hamdan bin Muhammad Al Maktum (* 1982), arabischer Erbprinz von Dubai und DistanzreiterHamdan bin Muhammad Al Maktum (* 1982)

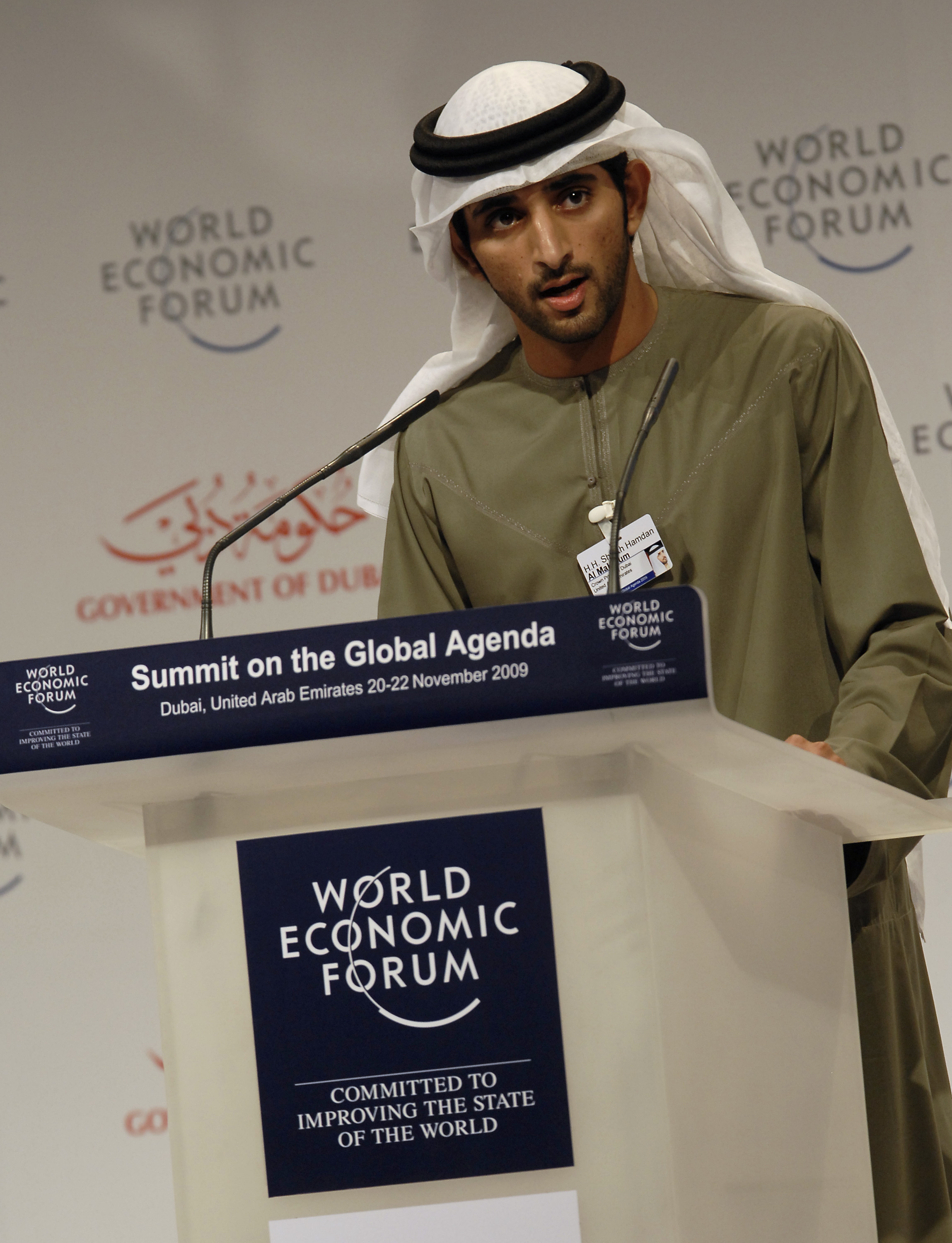
Hamdan bin Muhammad Al Maktum (* 1982)

- Hamdān Qarmat, ismaelitischer Missionar
- Hamdan, Abdullah al- (* 1999), saudi-arabischer Fußballspieler
- Hamdan, Abdullah ibn Suleiman al-, saudischer Unternehmer und Finanzminister
- Hamdan, Fuad (* 1951), deutscher Palästina-Aktivist
- Hamdan, Ghina Bou (* 2007), syrische Sängerin
- Hamdan, Omar (* 1963), israelischer Islamwissenschaftler
- Hamdan, Yasmine (* 1976), libanesische Musikerin, Sängerin, Schauspielerin und Songwriterin
- Hamdānī, al- (893–947), muslimischer Gelehrter und Autor
- Hamdani, Smail (1930–2017), algerischer Politiker und Premierminister (1998–1999)
- Hamdaoui, Mohamed (* 1993), niederländisch-marokkanischer Fußballspieler
- Hamdard, Shakeeb, afghanischer Sänger aus dem Volk der Hazara

### Hamde
- Hamdemir, Ali (* 1989), österreichischer Fußballspieler
- Hamdemir, Padmé (* 2008), deutsche Schauspielerin

### Hamdi
- Hamdi Al-Kahlut (* 1943), palästinensischer Schriftsteller und Pädagoge
- Hamdi Bey, Osman (1842–1910), türkischer Maler, Museumsgründer und ArchäologeOsman Hamdi Bey (1842–1910)

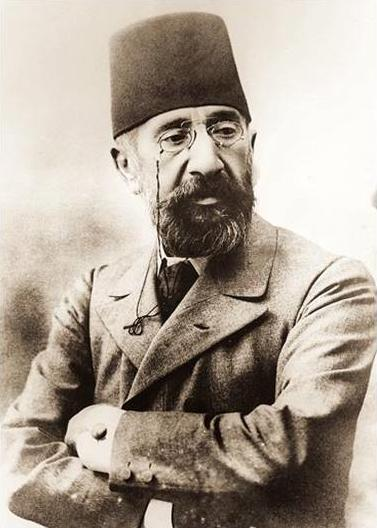
Osman Hamdi Bey (1842–1910)

- Hamdi, Baligh (1932–1993), ägyptischer Komponist
- Hamdi, Hanna (* 1995), tunesisch-deutsche Fußballspielerin
- Hamdi, Mongi (* 1959), tunesischer Diplomat und ehemaliger Außenminister Tunesiens
- Hamdi, Moreldin Mohamed (* 1943), sudanesischer Sprinter
- Hamdi, Soukaina, marokkanische Fußballschiedsrichterassistentin
- Hamdi, Tahrir, jordanische Literaturwissenschaftlerin

### Hamdo
- Hamdok, Abdalla (* 1956), sudanesischer Wirtschaftswissenschaftler und Politiker
- Hamdorf, Carl (1871–1943), deutscher Turnfunktionär
- Hamdorf, Friedrich Wilhelm (1936–2022), deutscher Klassischer Archäologe
- Hamdorf, Kai (* 1973), deutscher Jurist, Richter am Bundesgerichtshof
- Hamdorf, Wolfgang (* 1962), deutscher Filmhistoriker und Journalist
- Hamdouchi, Hicham (* 1972), marokkanischer Schachspieler

### Hamdu
- Hamdullah, Şeyh († 1520), osmanischer Kalligraf
- Hamduna bint Harun al-Raschid, Prinzessin der Abbasiden-Dynastie

### Hamdy
- Hamdy, Mahmoud (* 1995), ägyptischer Fußballspieler